# Михайлов Юрій Матвійович
Михайлов Юрій Матвійович (рос. Михайлов Юрий Матвеевич; нар. 25 липня 1930, Старицький район, Західна область (РСФСР), нині Тверська область — пом. 15 липня 2008, Твер) — радянський ковзаняр, олімпійський чемпіон, тренер ковзанярів.

## Спортивна кар'єра
На чемпіонаті СРСР 1954 на дистанції 1500 м Михайлов був четвертим, а на чемпіонаті 1955 — другим після Євгена Грішина.
Найкращим роком спортивної кар'єри Михайлова став 1956. Спочатку він встановив новий світовий рекорд часу на дистанції 1500 м — 2:09,1. Потім Михайлов потрапив в заявку на Зимові Олімпійські ігри 1956 на дистанціях 500 і 1500 м. В забігу на 500 м Михайлов впав і припинив боротьбу. А через два дні на своїй улюбленій дистанції Михайлов зумів вибороти золоту нагороду, розділивши перше місце з Євгеном Грішиним. Грішин стартував раніше Михайлова і фінішував з новим світовим і олімпійським рекордом часу — 2:08,6, але Михайлов в наступній після Грішина парі повторив рекордний час.
Того ж 1956 року Михайлов виступив на чемпіонаті світу в класичному багатоборстві, де на дистанції 500 м був першим, на дистанції 1500 м — третім, а в загальному заліку — восьмим.
В 1956 році Михайлов отримав єдину в кар'єрі золоту медаль чемпіонату СРСР на дистанції 1500 м.
В 1957 році на чемпіонаті Європи в класичному багатоборстві Михайлов був другим на дистанції 500 м і 13-м в загальному заліку.
Після завершення спортивної кар'єри Михайлов в 1969 році відкрив в Калініні спортивну школу, якою керував більше 30 років.

### Світові рекорди
| забіг  | дата          | час    | місце    |
| ------ | ------------- | ------ | -------- |
| 1500 м | 20 січня 1956 | 2:09,1 | Давос    |
| 1500 м | 30 січня 1956 | 2:08,6 | Місуріна |